# البريد السويسري
البريد السويسري هي شركة عامة مملوكة من قبل الاتحاد السويسري تقدم الخدمة البريدية الوطنية في سويسرا، وهي ثاني أكبر شركة في البلاد من حيث عدد الموظفين (حوالي 54000 موظف). يقع مقر الشركة في برن  ولها فروع في 25 دولة. يشغل روبرتو سيريلو منصب الرئيس التنفيذي للشركة منذ أبريل 2019.
في عام 2021 صنفت شركة البريد السويسري كأفضل شركة في العالم من قبل الاتحاد البريدي العالمي للمرة الخامسة على التوالي. في ديسمبر 2022 أُعلن أن البريد السويسري قد استحوذ على شركة Kickbag GmbH ومقرها سانت غالن.

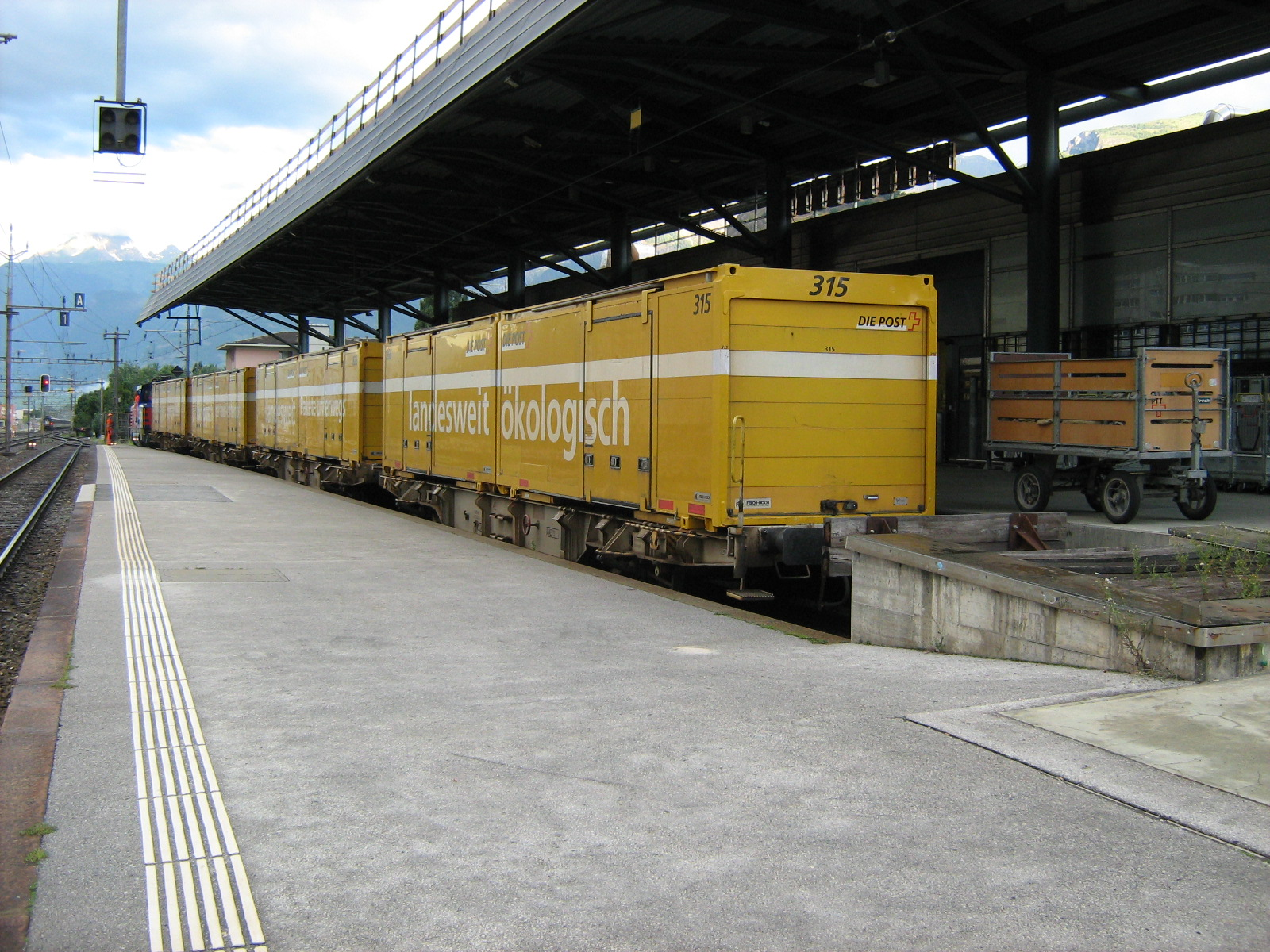
العربات البريدية في مرفق الفرز البريدي في سيون ، سويسرا. يتم نقل البريد بين المدن الإقليمية بالسكك الحديدية ليتم تسليمه بواسطة الحافلات البريدية والشاحنات الصغيرة والدراجات على المستوى المحلي.